# Jełmuń
Jełmuń (Duits: Allmoyen) is een plaats in het Poolse district  Mrągowski, woiwodschap Ermland-Mazurië. De plaats maakt deel uit van de gemeente Sorkwity en telt 50. inwoners.